# Fira de les Flors

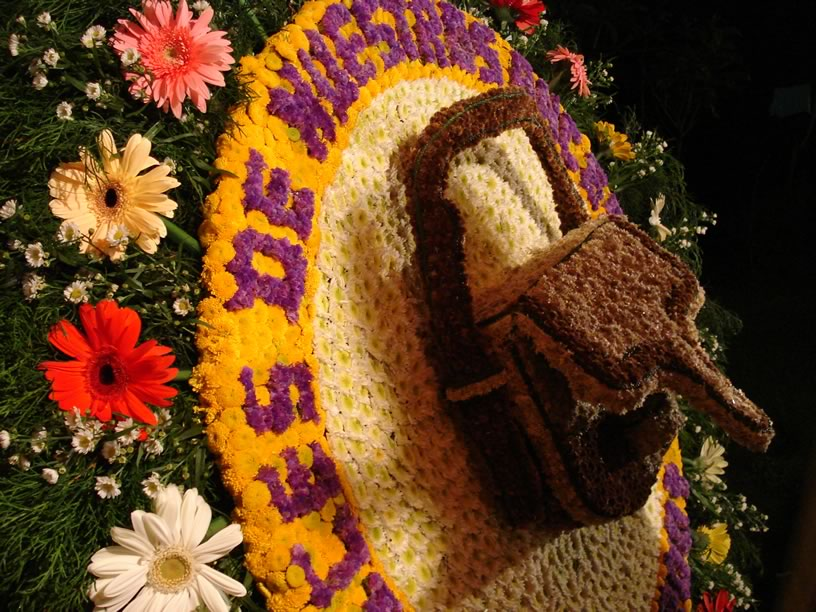
Una de les creacions realitzades amb flors a la fira

La fira de les flors (en castellà Feria de las Flores) és una festa que es du a terme a la ciutat de Medellín a Colòmbia durant el mes d'agost, té aproximadament una durada de deu dies en què es realitzen diferents esdeveniments. Aquesta fira és tan important per aquesta ciutat com ho és el Carnaval de Rio per Rio de Janeiro Brasil o en la mateixa Colòmbia Carnaval de Barranquilla o La Fira de Cali.

## Significat
Cada any molta gent de tot areu al món arriba a la ciutat per participar en aquest esdeveniment. Lafira es va crear per recordar, exaltar i perpetuar els valors d'Antioquia, també celebra la florida i els costums de la regió, tot això representat per les diferents flors de la regió com ara el crespinell gros (Sedum sediforme), el clavell (Dianthus caryophyllus), el gira-sol (Helianthus annuus) o l'orquídia (Orchidaceae). Es solen realitzar 130 esdeveniments diferents inclosos diversos taulats populars en gairebé tots els barris, desfilades de Silleteros i la gran cavalcada que té el rècord guiness en la qual participen fins a 10.000 cavallers.
La Fira de les flors es du a terme entre els mesos de juliol i agost. A més dels antioqueños, aquest gran esdeveniment aplega milers de turistes que visiten Medellín en aquests dies, convertint la ciutat en un vibrant espai engalanat de gents, a més, és clar, de flors, alegria, pau i diversió. Amb aquest carnaval, Medellín, la "Ciutat de l'eterna primavera", se submergeix des del 1963 en la seva més profunda naturalesa i cultura, enmig de les quals els seus habitants recorden, gaudeixen i continuen enorgullint amb els valuosos elements tradicionals del seu particular món.

## Historia i primera celebració
La primera Fira de les flors que es va realitzar va ser l'1 de maig de 1963, com és normal aquesta primera presentació va ser molt senzilla en comparació amb l'actual i només va durar 5 dies. Aquesta primera fira es va realitzar posant casetes en moltes parts de la ciutat i també realitzant festes privades en diversos clubs socials. Al programa d'aquella vegada es va incloure una Exposició de flors, també La desfilada de Silleters que va tenir poca repercussió, ja que només van participar 40 camperols agrupats al Parc Bolívar.
Amb el passar dels anys la fira va anar prenent cada vegada més magnitud fins a arribar a ser una icona de Medellín i també la seva festa més important. La celebració, que inicialment es va celebrar al maig, a partir de 1968 es va començar a realitzar a l'Agost, però va passar a ser commemoratiu de la independència Antioqueña, i des de llavors no ha deixat de vestir, amb veritables mars de flors i varietat de colors i aromes, els carrers de la ciutat. Abans de la celebració, molts antioqueños solen visitar la sendera de Santa Elena per observar com es fabriquen les "cadiretes" que carreguen les flors durant la fira.

## Esdeveniments actuals de la Fira

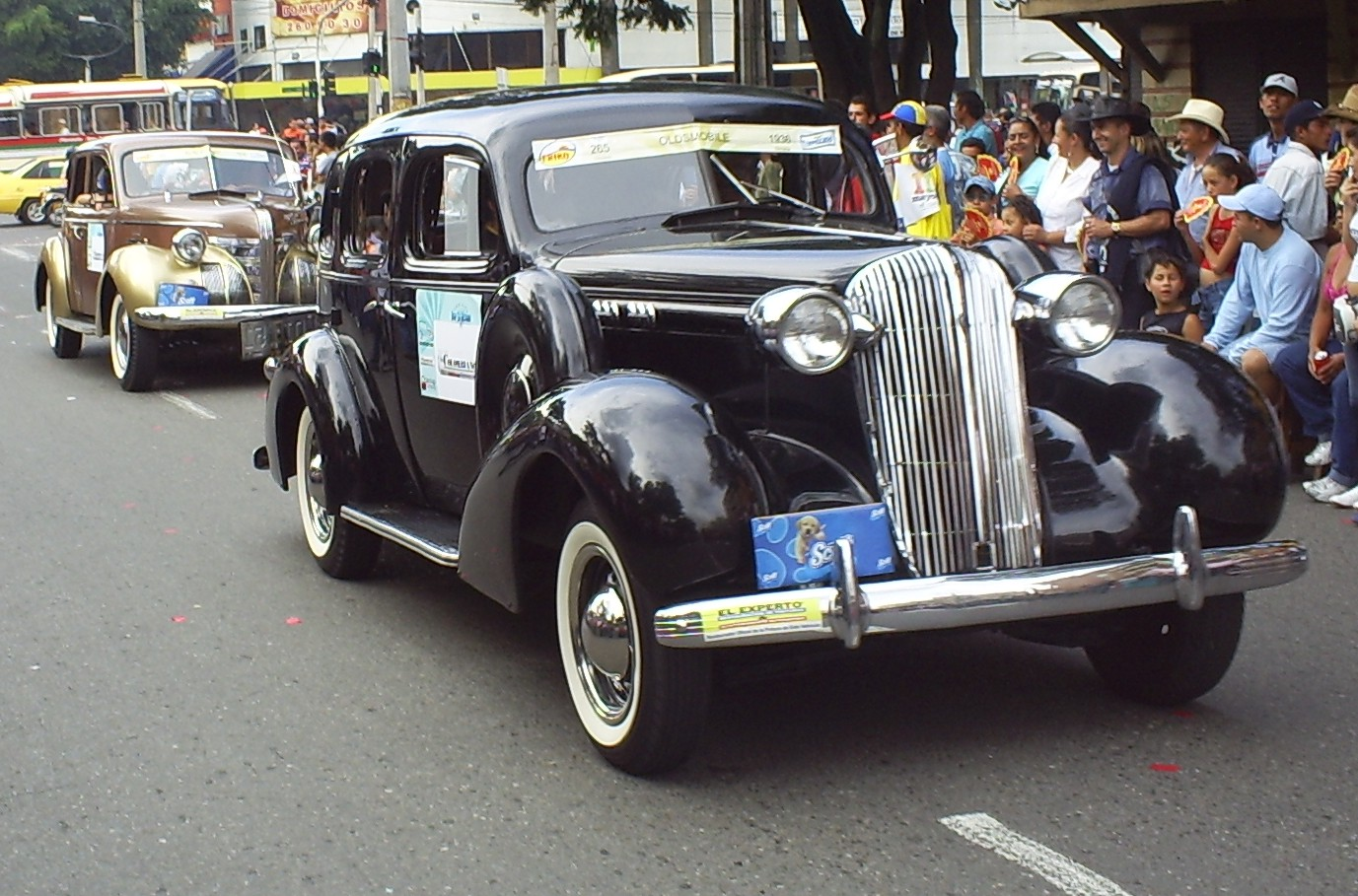
Desfilada de cotxes clàssics

En aquesta fira com qualsevol altra té una gran quantitat d'esdeveniments uns més importants i emblemàtics que altres, entre tots estius events trobem
- Desfilada a Cavall Fira de les Flors
- Desfilada de cotxes clàssics i antics
- Desfilada de Silleteros
- Desfilada de Silleteritos
- Traginers Mulas i Fondes
- Fira d'Antiguitats
- Fira equina
- Concurs de Bandes Músic Marcials "Fira de les Flors"
- Concurs de talents per a dones
- Exposició ocells i flors
- Tablaos de música popular
- Festival Nacional de la Troba
- Caravana de chivas (vehicles típics) i flors
- Parc cultural nocturn
- Orquideorama del Jardí Botànic